# Дурнувата вервечка

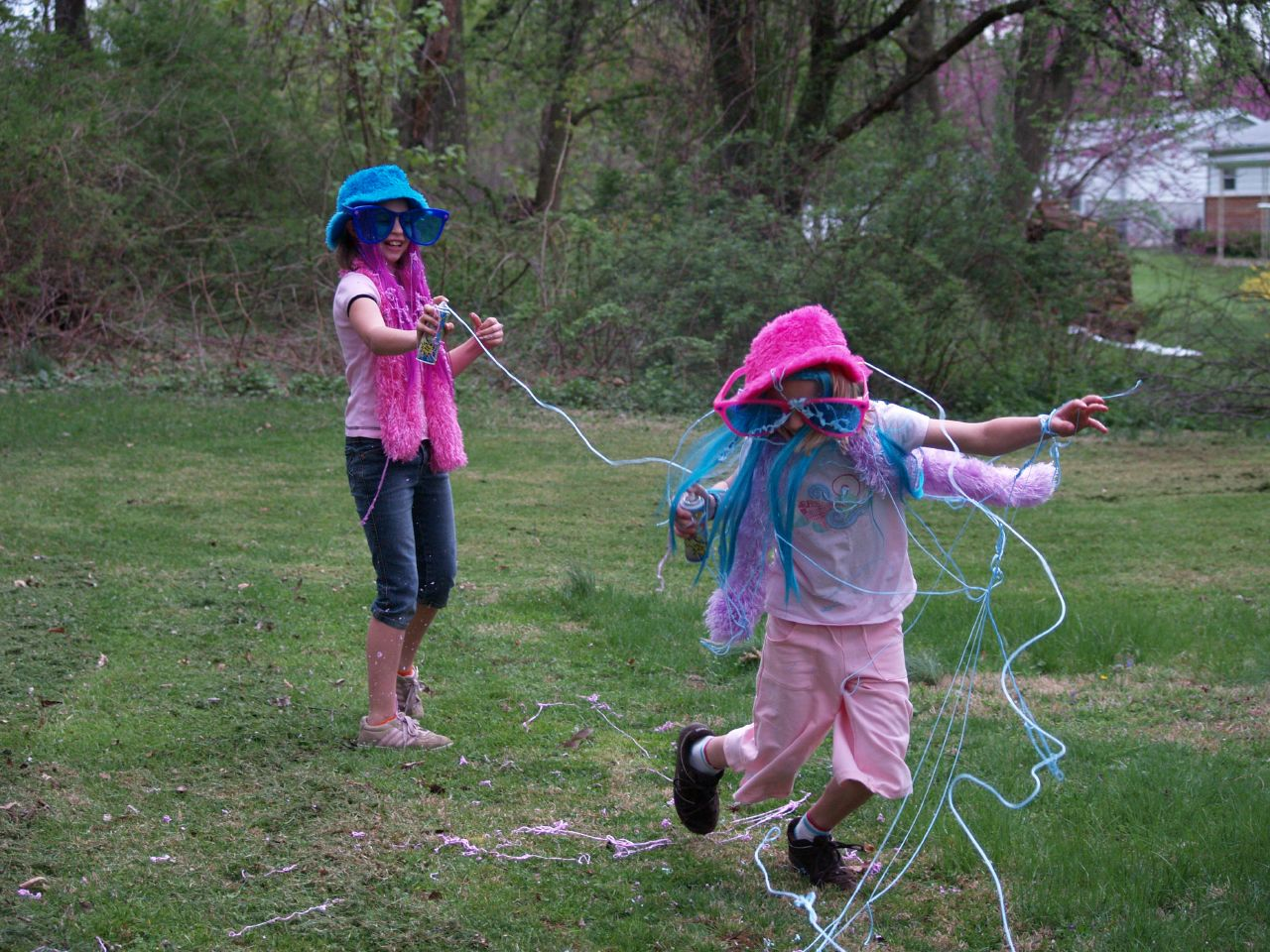
Дурнувата вервечка

Дурнувата вервечка (також відома як серпантин-спрей, або струменевий серпантин) — це іграшка з гнучкої, іноді яскраво забарвленої пластикової вервечки, яка вилітає у вигляді потоку рідини з аерозольного балончика. Розчинник у цій вервечці швидко випаровується в повітрі, та утворюється безперервна шворка. Дурнувата вервечка часто використовується на весіллях, днях народження, карнавалах та інших святкових подіях, а також використовувалася американськими військовими для виявлення розтяжок.

## Склад

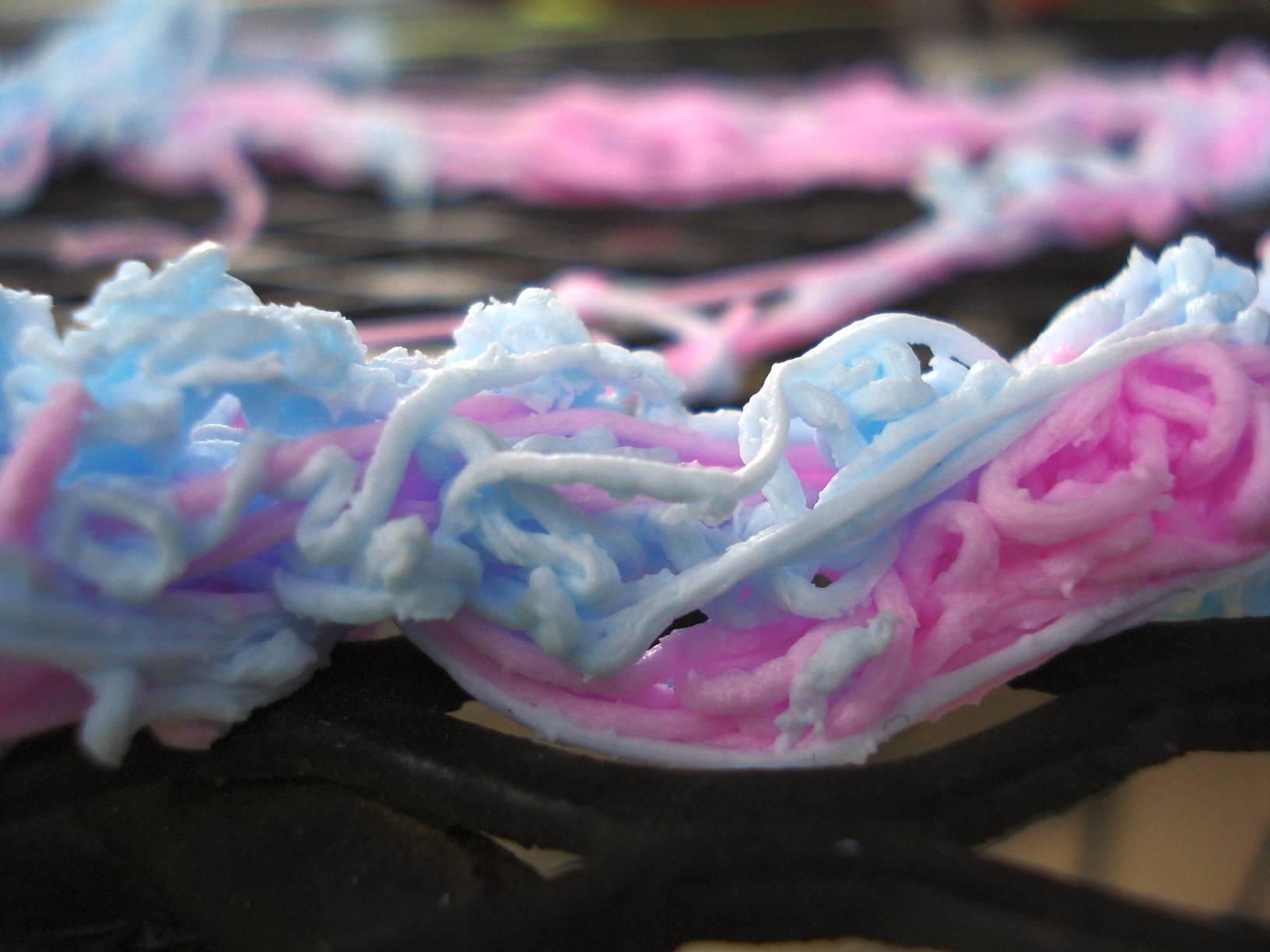
Синя та рожева дурнувата вервечка

Дурнувата вервечка складається із суміші речовин, розчинених у рідкому розчиннику в аерозольному балоні виробу. Серед цих речовин — полімерна смола, яка забезпечує структуру струни, пластифікатор для налаштування фізичних властивостей струни та поверхнево-активна речовина, яка сприяє спінюванню виробу. Також в склад суміші входять силіконова рідина (для полегшення очищення від вервечок), антипірен і кольоровий пігмент.
Ключовим елементом дурнуватої вервечки є її аерозольний балончик і метальний заряд, який виштовхує суміш продукту з балончика. Спочатку для вервечки використовувався хлорфторвуглеводневий метальний заряд фреон 12, змішаний з фреоном 11, але обидва вони входять до групи сполук, які руйнують озоновий шар. У 1978 році Сполучені Штати заборонили використання фреонів, таких як фреони 11 і 12, в аерозольних балонах. Тоді виробники змінили рецептуру, щоб використовувати дозволені метальні заряди. Аерозольні метальні заряди — це рідини з дуже низькою температурою кипіння. Під тиском всередині балончика метальний заряд знаходиться в рідкій формі, але коли сопло відкривається, він швидко виходить назовні разом зі домішаними до нього сполуками — та випаровується, потрапляючи в повітря. Вервечка утворюється у міру випаровування метального заряду.
Винахідники прагнули контролювати співвідношення сполук у продукті, щоб утворити вервечку, яка тримається безперервною, залишаючись злегка липкою на дотик. Це дає змогу продукту, наприклад, слабко прилипати до людей і вікон, але легко очищатися без того, щоб нитка розвалилася або забруднила нерухомі поверхні.
Поточний склад не опублікований, але один з основних рецептів у оригінальному патенті вимагає 12,2% синтетичної смоли, полізобутилметакрилату. Додатково вимагається 0,5% вибраного пластифікатора, дибутилфталату, 2,5% поверхнево-активної речовини сорбітантріолеату, 0,35% силіконової рідини, такої як диметилсилоксан або метилфенілсилоксан, 5,6% вогнезахисного гексабромбензолу та 2–3% пігменту (усі відсотки вказані за вагою). Аерозольний метальний заряд становить основну масу продукту. Розчинність смоли та інших матеріалів у продукті покращується шляхом додавання іншого розчинника (спочатку це був фреон 11), у кількості 6,6% за вагою.

## Історія

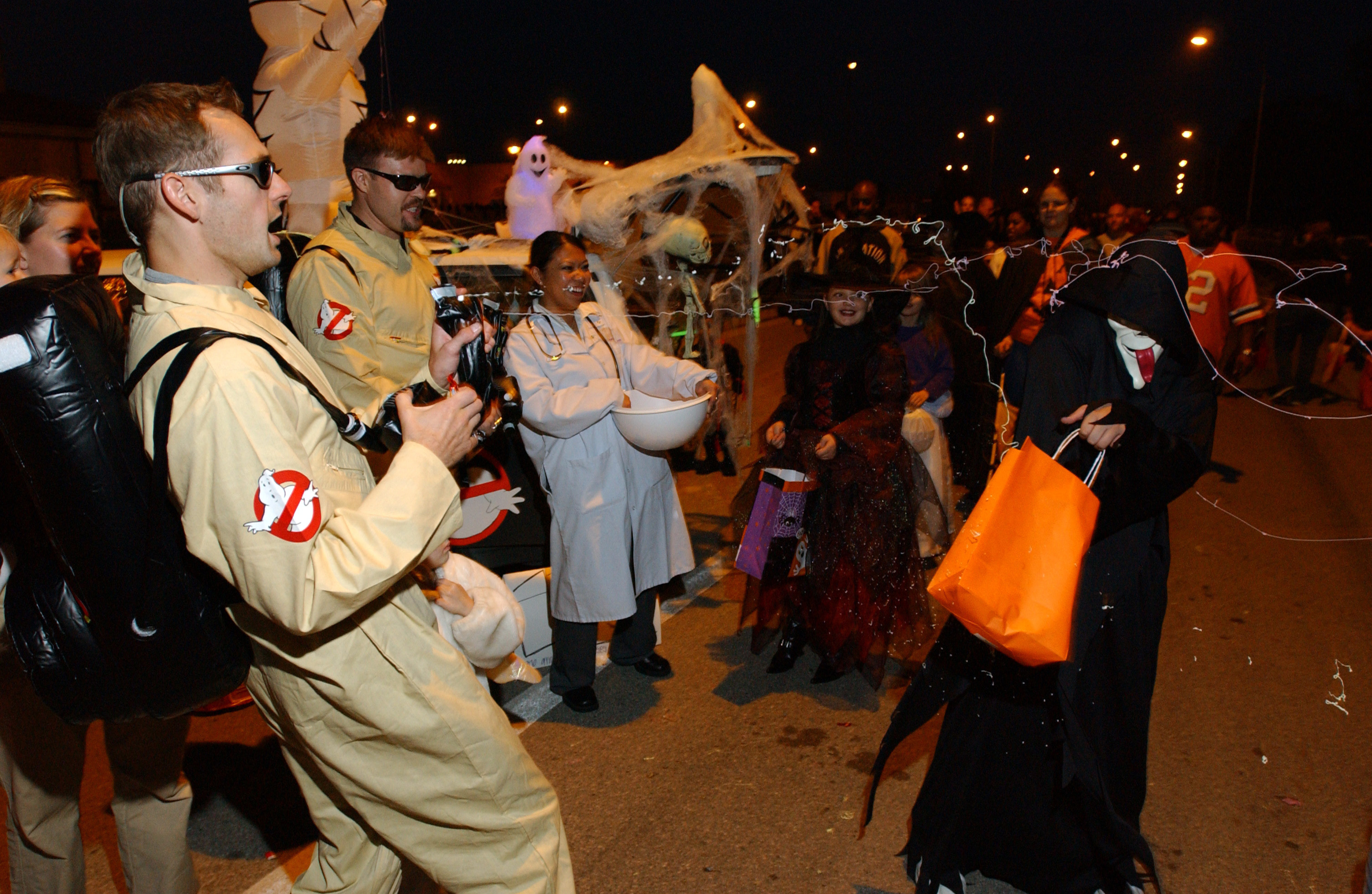
Гуляки на Гелловін оббризкують один одного "дурнуватою вервечкою".

Винахід оригінальної дурнуватої вервечки був випадковим. У 1972 році Леонарду А. Фішу, винахіднику, і Роберту П. Коксу, хіміку, було видано патент Сполучених Штатів на «пінну смолисту суміш». Спочатку партнери хотіли створити балон з аерозолем, який можна було б розпорошити на зламану/вивихнуту ногу чи руку та використовувати як миттєву гіпсову пов’язку. Їхній винахід спрацював, але коли справа дійшла до спакування в балончик, їм двом довелося випробувати 500 різних видів сопел. Перебравши приблизно 30 або 40 варіантів, Фіш натрапив на одне сопло, яке випустило гарну вервечку, що пролетіла приблизно на 9 метрів через кімнату. Цей випадок надихнув Фіша перетворити продукт на іграшку. Змінивши формулу, щоб вервечка була менш липкою, і додавши кольорів, двійко винахідників вирішили продати свій продукт. Оскільки жоден із них не знав, як продавати іграшки, вони домовились про  зустріч з представником компанії "Wham-O" у Каліфорнії. Фіш описує, як під час цієї зустрічі він розпилив балончик на людину, з якою зустрічався, і на увесь його офіс. Ця особа дуже засмутилася і попросила його залишити приміщення. Але через день Фіш отримав телеграму з проханням негайно надіслати 24 балончики «Squibbly» на ринкову перевірку, підписану тим же чоловіком, який їх вигнав. Він передзвонив їм і пояснив, що після того, як він закінчив прибирати в офісі, два власники "Wham-O" повернулися, щоб поговорити з ним, і один з них помітив шматок вервечки на абажурі — якого чоловік не помітив, коли прибирав. Він пояснив, звідки взялася вервечка, і власники одразу ж попросили його надіслати зразки для тестування на ринку. Через два тижні компанія "Wham-O" підписала контракт з Фішем та Коксом на ліцензування продукту, який тепер відомий як "дурнувата вервечка".
Патент США №3705669 містить чіткий опис варіантів вервечки. Подібні іграшки: "Goofy String", "Streamer String", "Wacky String" і "Nickelodeon Smatter".

## Військове використання
Дурнувата вервечка та подібні продукти використовувалися військовими для виявлення розтяжок вибухових мін-пасток. Вервечка розпилюється в повітрі над потрібним місцем, та виявляє приховані розтяжки, коли вона чіпляється на них під час падіння. Вервечка досить легка, щоб не потягнути дроти та не привести в дію вибухівку. 
Станом на  2006 цю вервечку використовували війська США в Іраці. Однак, оскільки це аерозоль, її не можна було переслати звичайною поштою до Іраку, та її не постачали офіційно.  Через це 80,000 балончиків застрягли на складі в Нью-Джерсі. У жовтні 2007 року, зрештою знайшли компанію-перевізника, яка мала потрібні дозволи.
У 2021 році Міністерство оборони США випробувало безпілотник-перехоплювач, який стріляє тягучими вервечками по ворожому дрону. Пластикова речовина, зовні схожа на пряжу, заплутує гвинти дронів, спричиняючи втрату рушійної сили. Ця технологія не завдає побічної шкоди та може використовуватися в населених пунктах.

## Заборони

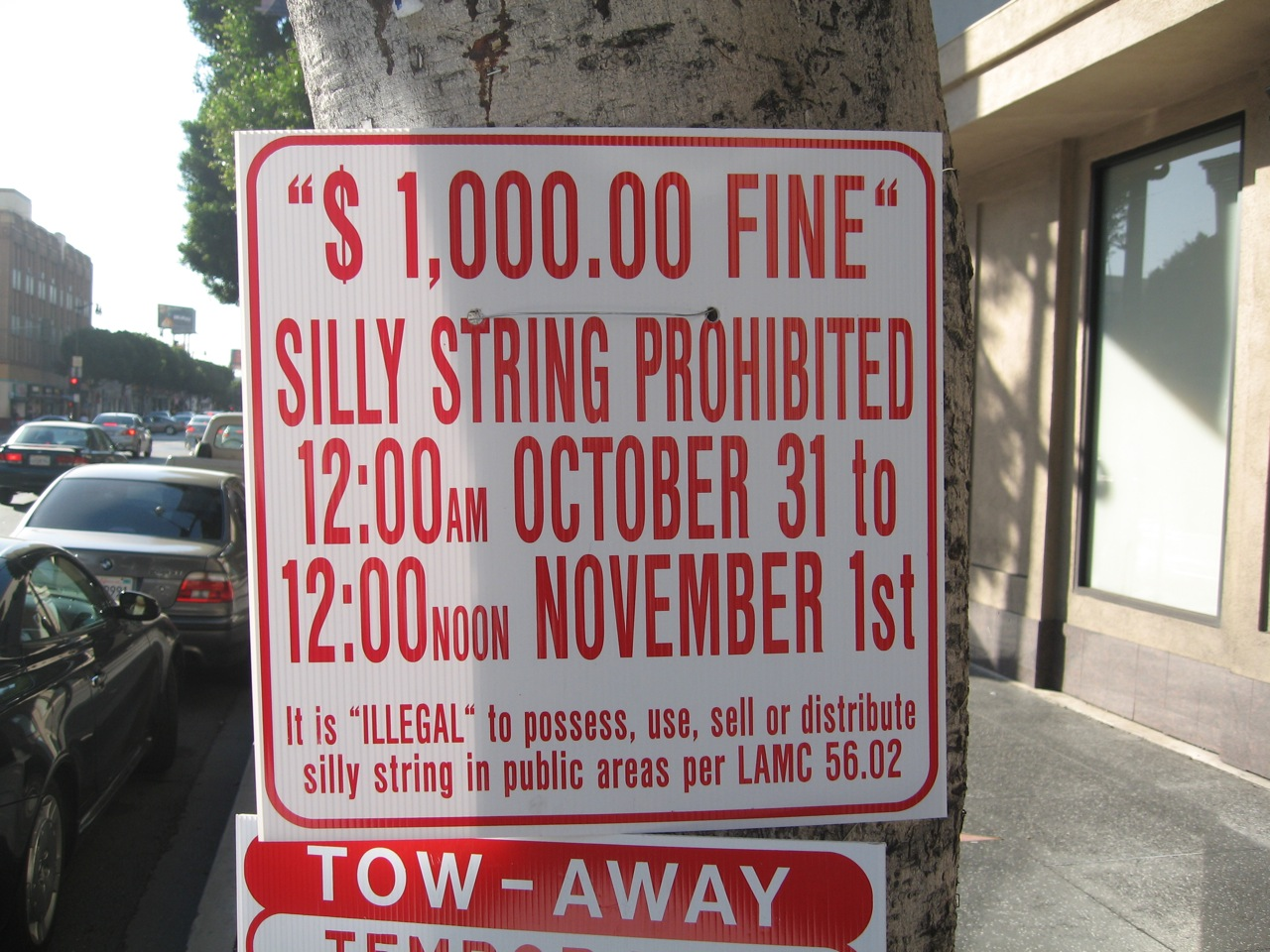
Знак в Лос-Анджелесі, який забороняє використання дурнуватої вервечки у ніч на Хелловін, з покаранням штрафом у 1000 доларів США

Використання аерозольних вервечок було заборонено в декількох містах з різних причин, включаючи витрати на очищення, та побоювання потенційного пошкодження фарби будинку чи автомобіля.
Це було заборонено в місті Ріджвуд, штат Нью-Джерсі, і в ряді інших місць, а також на деяких публічних зібраннях і заходах. Міська рада Хантінгтона на Лонг-Айленді заборонила продаж дурнуватої вервечки уздовж 460 метрів маршруту параду. У 2001 році місто Міддлборо, штат Массачусетс, заборонило дурнувату вервечку; порушникам загрожує штраф у 300 доларів.
У 2004 році в Лос-Анджелесі було прийнято міське розпорядження (розділ LAMC 56.02) про заборону аерозольних вервечок у Голлівуді в ніч на Хелловін. 